# Glossosoma bahukantakam
Glossosoma bahukantakam är en nattsländeart som beskrevs av Schmid 1971. Glossosoma bahukantakam ingår i släktet Glossosoma och familjen stenhusnattsländor. Inga underarter finns listade i Catalogue of Life.